# 陈德和
陈德和，中华人民共和国政治人物、外交官。
1988年，接替胡洪范，担任中华人民共和国驻委内瑞拉大使。1991年，由黄志良接任。